# Huaiyuan, Henan
Huaiyuan (kinesiska: 淮源, 淮源镇) är en köping i Kina. Den ligger i provinsen Henan, i den centrala delen av landet, omkring 260 kilometer söder om provinshuvudstaden Zhengzhou. Antalet invånare är 18 961. Befolkningen består av 9 315 kvinnor och 9 646 män. Barn under 15 år utgör 25,0 %, vuxna 15-64 år 65 %, och äldre över 65 år 9,0 %.
Genomsnittlig årsnederbörd är 1 077 millimeter. Den regnigaste månaden är september, med i genomsnitt 182 mm nederbörd, och den torraste är december, med 14 mm nederbörd.